# Муракамі Рю
Рю Муракамі (яп. 村上 龍, Муракамі Рю:, 19 лютого 1952, Сасебо, Японія) — японський письменник і кінорежисер.

## Біографія
Рюноске Муракамі народився 19 лютого 1952 року у сім'ї художника в місті Сасебо, Нагасакі, Японія. Батьки назвали його на честь героя повісті Накадзато Каїдзана (1885—1944) «Перевал Великого Будди». Будучи студентом вищої школи організував рок-гурт, де був барабанщиком. Після розпаду групи, зайнявся регбі, але через деякий час зрозумів, що це йому огидно.
Незабаром став писати для шкільної газети. До вісімнадцяти років Рю Муракамі ріс в портовому місті, де розташовувалася американська військово-морська база, тому він випробовував на собі помітний вплив західної культури. В юні роки неодноразово брав участь в акціях Національної федерації студентського самоврядування, спрямованих проти американської військової присутності в країні. На третьому році навчання в старшій школі Муракамі та його однокласники забарикадували дах школи, після чого Рюноске знаходився під домашнім арештом протягом трьох місяців. Весь цей час перебував під впливом субкультури хіпі. Після закінчення школи організував ще одну рок-групу. Саме в ці роки почав формуватися його літературний стиль. У 1970 році він переїхав до токійського передмістя Фусса. Навчався в художньому університеті міста Мусасіно, що неподалік від Токіо.
1976 року дебютував з романом «Всі відтінки блакитного», у якому описується повсякденність підлітків-маргіналів, повна сексу та наркотиків. Роман викликав сенсацію, розійшовшись накладом більше мільйона екземплярів, а молодий автор, який ще не покинув студентську лаву, став лауреатом літературної премії Акутагави. Після виходу роману критики проголосили Муракамі засновником нового напряму в японській літературі, хоча в той же час він не уникнув звинувачень у декадентстві. Присудження премії викликало з боку ряду літературних критиків заперечення, у відповідь на які сам автор відверто заявив: 
|  | Мене не хвилює, чи зрозуміють в моїх творах що-небудь читачі, які не мають досвіду в груповому сексі та наркоманії. |

Надалі він створив ряд творів, які відрізняли новаторський підхід до мови, рясне використання сленгу, глибоке проникнення в психологію героїв його романів та достатньо несподівані сюжетні повороти. Критичне відображення навколишньої реальності, інтерес до її темних сторін характерний для всієї творчості письменника — будь то історія юної повії в «Топазі» або походеньки американського серійного вбивці в передноворічному Токіо в трилері «Місо-Суп», в яких попутно розкриваються проблеми сучасного японського суспільства.
Також велику популярність здобули його романи «69», «Діти з камери схову», «Екстаз», «Меланхолія» й «Танатос», останні три склали трилогію «Монологи про насолоду, апатію та смерть».
Крім літературної творчості Муракамі протягом багатьох років займається кінорежисурою, знімаючи кіноверсії власних творів. Його першим фільмом став «Всі відтінки блакитного», що вийшов в 1979.
У такі роки він зняв ще кілька фільмів, серед яких найцікавішими були екранізації романів «Топаз» (також відомий як «Токійський декаданс», 1992), представлений на кінофестивалі в Торонто та «Кіоко» (2000). Він також іноді працює сценаристом — одна з його новел лягла в основу сценарію фільму режисера Такасі Міїке «Кінопроба» (1999). Втім, кінематографічна діяльність Муракамі значно менш відома, ніж літературна та головним чином він відомий як автор романів, чия популярність далеко переступила межі Японії.
2005 року за роман «Вперед з півострова!» Рю Муракамі був нагороджений премією Номи, лауреати якої фактично визнаються класиками сучасної літератури Японії. Найвідомішим твором письменника вважається роман «Діти з камери схову» (1980).

### Трилогія «Монологи про насолоду, апатію та смерть»
- Екстаз (1993)
- Меланхолія (2000)
- Танатос (2005)

## Фільмографія
| Рік  | Назва                                                    | Іншими мовами                                                        | Діяльність          | Режисер         |
| 1979 | 限りなく透明に近いブルー Kagirinaku tōmei ni chikai burū | Всі відтінки блакитного Almost Transparent Blue                      | Сценарист, режисер  |                 |
| 1983 | だいじょうぶ マイ·フレンド Daijōbu mai furendo           | Добре, друже мій All Right, My Friend                                | Сценарист, режисер  |                 |
| 1989 | ラッフルズ ホテル Raffuruzu Hoteru                       | Готель «Раффлз» Raffles Hotel                                        | Сценарист, режисер  |                 |
| 1992 | トパーズ Topāzu                                          | Топаз Topaz a.k.a. Tokyo Decadence                                   | Сценарист, режисер  |                 |
| 1996 | ラブ\u0026ポップ Rabu & Poppu                            | Любов та попса Love & Pop                                            | Сценарист           | Хідеакі Анно    |
| 1999 | オーディション Ōdishon                                   | Кінопроба Audition                                                   | Новеліст            | Такасі Міїке    |
| 2000 | KYOKO                                                    | Кеко Because of You                                                  | Сценарист, режисер  |                 |
| 2001 | 走れ!イチロー Hashire! Ichirō                            | Біжи! Ітіро Run! Ichiro                                              | Сценарист           | Кадзукі Оморі   |
| 2003 | 昭和 歌 謡 大 全集 Shōwa kayō daizenshū                  | Криваве караоке Karaoke Terror: The Complete Japanese Showa Songbook | Новеліст            | Тецуо Сінохара  |
| 2004 | シクス ティナ イン Shikusutinain                         | 69                                                                   | Сценарист           | Sang-il Lee     |
| 2006 | ポプラル! Popuraru!                                      | Популярний! Popular!                                                 | Виконавчий продюсер | Jen Paz         |
| 2008 | コインロッカー·ベイビーズ Koinrokkā Beibīzu              | Діти з камери схову Coin Locker Babies                               | Сценарист           | Michele Civetta |